# Boban Babunski
Boban Babunski, makedonski nogometaš in trener, * 5. maj 1968.
Za jugoslovansko reprezentanco je odigral dve uradni tekmi, za makedonsko reprezentanco je odigral 23 uradnih tekem in dosegel en gol.